# 坎斯罗
坎斯罗（法語：Quincerot，法語發音：[kɛ̃sʁo]）是法国科多尔省的一个市镇，位于该省西北部，属于蒙巴尔区。

## 地理
坎斯罗（47°36'41"N, 4°16'0"E）面积4.42 平方千米，位于法国勃艮第-弗朗什-孔泰大區科多尔省，该省份为法国中东部省份，北起奥布省，西接涅夫勒省和约讷省，南至索恩-卢瓦尔省，东南接汝拉省，东临上索恩省，东北部与上马恩省接壤。
与坎斯罗接壤的市镇（或旧市镇、城区）包括：圣雷米、克雷庞、蒙巴尔、坎西勒维孔特、圣日耳曼莱瑟纳伊。

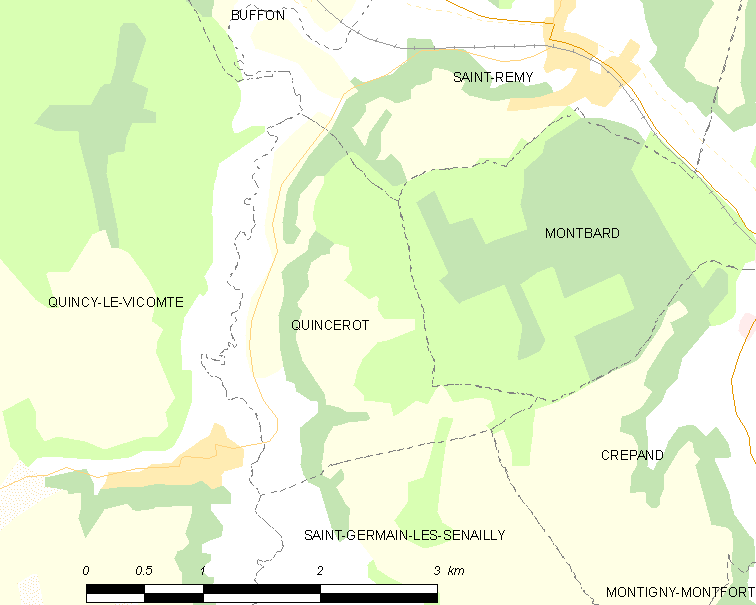
坎斯罗的OSM定位图

坎斯罗的时区为UTC+01:00、UTC+02:00（夏令时）。

## 行政
坎斯罗的邮政编码为21500，INSEE市镇编码为21516。

## 政治
坎斯罗所属的省级选区为蒙巴尔县。

## 人口

1962-2008年间坎斯罗人口变化图示

坎斯罗于2022年1月1日时的人口数量为78人。